# EHF Champions League 2020-2021 (femminile)
L'EHF Champions League 2020-2021, nota anche come DELO EHF Champions League 2020-2021 per ragioni di sponsorizzazione, è stata la 61ª edizione (la 28ª con questa denominazione) della Champions League, organizzata dalla EHF per squadre femminili di pallamano. Il torneo è iniziato il 12 settembre 2020 e si è concluso il 30 maggio 2021 con la finale alla László Papp Budapest Sports Arena di Budapest, in Ungheria.
Il torneo è stato vinto per la prima volta dalle norvegesi del Vipers Kristiansand, che in finale hanno superato le francesi del Brest Bretagne.

## Formato
Al torneo prendono parte 16 squadre. La prima parte del torneo consiste in una fase a gironi e le 16 squadre partecipanti sono state divise in due gironi da 8 squadra ciascuno. Nei due gironi ciascuna squadra affronta le altre due volte in partite di andata e ritorno, per un totale di 14 giornate. Inizialmente, era stato previsto che al termine della fase a gironi le prime due classificate di ciascun girone sarebbero state ammesse direttamente ai quarti di finale, mentre le squadre classificate dal terzo al sesto posto avrebbero disputato i play-off per l'ammissione ai quarti.
Il 10 febbraio 2021 l'EHF ha deciso di modificare il formato del torneo per garantire una competizione più equa possibile, alla luce del rinvio di diverse partite a causa della pandemia di COVID-19 in Europa, che ha alterato la regolarità della competizione. Di conseguenza, l'EHF ha deciso di fissare sul 10-0 il risultato delle partite non ancora disputate sulla base delle motivazioni che avevano portato al rinvio. Inoltre, per evitare situazioni poco chiare legate all'assegnazione a tavolino delle partite non disputate, l'EHF ha stabilito che tutte le squadre partecipanti sarebbero state ammesse alla fase a eliminazione diretta. Tutte e 16 le squadre sono ammesse agli ottavi di finale, dove si affrontano secondo lo schema per il quale la prima classificata di un girone affronta l'ottava classificata dell'altro girone, la seconda classificata affronta la settima, la terza la sesta e la quarta la quinta.
Le vincitrici dei quarti di finale accedono alla final four per l'assegnazione del titolo.

## Squadre partecipanti
Un totale di 21 squadre appartenenti a 15 diverse federazioni nazionali avevano fatto richiesta di partecipazione al torneo. Di queste squadre 9 avevano il posto assicurato per la partecipazione: le 8 squadre affiliate alle prime otto federazioni nel ranking della EHF e vincitrici dei rispettivi campionati nazionali, più l'Odense perché la federazione danese aveva ricevuto un posto in più per la migliore prestazione nella EHF Cup 2019-2020. La federazione macedone, in ottava posizione nel ranking EHF, non aveva iscritto alcuna squadra.
Il 19 giugno 2020 il comitato esecutivo della EHF ha comunicato la lista delle 16 squadre ammesse alla competizione, e quindi la lista delle 7 squadre la cui richiesta di partecipazione era stata accettata. Vennero assegnati al Baník Most e allo Storhamar i due posti di riserva nel caso una o più squadre avesse avuto problemi di partecipazione a causa della pandemia di COVID-19. Venne respinta la richiesta di partecipazione delle macedoni del ŽRK Kumanovo, delle svedesi dell'H 65 Höör e delle turche del Kastamonu BGSK.
| Ammesse direttamente | Ammesse direttamente | Ammesse direttamente | Ammesse direttamente |
| -------------------- | -------------------- | -------------------- | -------------------- |
| Győri ETO KC         | Rostov-Don           | Râmnicu Vâlcea       | Team Esbjerg         |
| Metz                 | Vipers Kristiansand  | Borussia Dortmund    | Budućnost Podgorica  |
| Odense               |                      |                      |                      |
| Ammesse su invito    |                      |                      |                      |
| Ferencváros          | CSKA Mosca           | CSM Bucarest         | Brest Bretagne       |
| BBM Bietigheim       | Krim                 | Podravka Koprivnica  |                      |

## Turni e sorteggi
| Turno            | Sorteggio      | Andata                                    | Ritorno                                   |
| ---------------- | -------------- | ----------------------------------------- | ----------------------------------------- |
| Fase a gironi    | 1º luglio 2020 | dal 12 settembre 2020 al 14 febbraio 2021 | dal 12 settembre 2020 al 14 febbraio 2021 |
| Play-off         | -              | 6-7 marzo 2021                            | 13-14 marzo 2021                          |
| Quarti di finale | -              | 3-4 aprile 2021                           | 10-11 aprile 2021                         |
| Final four       | -              | 29-30 maggio 2021 a Budapest              | 29-30 maggio 2021 a Budapest              |

## Fase a gironi
La composizione dei due gironi è stata sorteggiata il 1º luglio 2020 nella sede della EHF a Vienna, in Austria, con le 16 squadre partecipanti divise in quattro urne e col vincolo che squadre della stessa nazione non potevano essere inserite nello stesso girone.

### Girone A

#### Classifica finale
| Pos | Squadra             | Pt | G  | V  | N | P  | GF  | GS  | DG  |
| --- | ------------------- | -- | -- | -- | - | -- | --- | --- | --- |
| 1.  | Rostov-Don          | 21 | 14 | 10 | 1 | 3  | 331 | 308 | +23 |
| 2.  | Metz                | 20 | 14 | 10 | 0 | 4  | 389 | 354 | +35 |
| 3.  | CSM Bucarest        | 17 | 14 | 8  | 1 | 5  | 331 | 309 | +22 |
| 4.  | Ferencváros         | 16 | 14 | 8  | 0 | 6  | 386 | 378 | +8  |
| 5.  | Vipers Kristiansand | 16 | 14 | 7  | 2 | 5  | 327 | 320 | +7  |
| 6.  | Team Esbjerg        | 12 | 14 | 5  | 2 | 7  | 374 | 351 | +23 |
| 7.  | Krim                | 7  | 14 | 2  | 3 | 9  | 325 | 375 | -50 |
| 8.  | BBM Bietigheim      | 3  | 14 | 1  | 1 | 12 | 318 | 386 | -68 |

#### Risultati
Le partite non disputate nel corso della fase a gironi sono state fissate a tavolino dall'EHF sul 10-0 sulla base delle motivazioni che avevano portato al rinvio.
|                     | BBM   | CSM   | FER   | KRI   | MET   | ROS   | TEA   | VIP   |
| ------------------- | ----- | ----- | ----- | ----- | ----- | ----- | ----- | ----- |
| BBM Bietigheim      | ––––  | 22-32 | 25-29 | 22-22 | 25-33 | 31-32 | 26-33 | 29-33 |
| CSM Bucarest        | 10-0  | ––––  | 25-19 | 22-22 | 31-26 | 22-27 | 28-26 | 22-29 |
| Ferencváros         | 24-35 | 31-27 | ––––  | 32-25 | 32-30 | 25-26 | 24-28 | 30-28 |
| Krim                | 28-26 | 23-25 | 26-32 | ––––  | 22-26 | 28-27 | 0-10  | 26-27 |
| Metz                | 36-27 | 25-22 | 30-29 | 33-27 | ––––  | 27-26 | 31-29 | 28-29 |
| Rostov-Don          | 27-21 | 0-10  | 26-24 | 23-23 | 30-26 | ––––  | 28-24 | 10-0  |
| Team Esbjerg        | 37-29 | 29-30 | 21-24 | 33-23 | 25-28 | 24-25 | ––––  | 27-27 |
| Vipers Kristiansand | 10-0  | 30-25 | 26-31 | 0-10  | 23-24 | 37-30 | 28-28 | –––-  |

### Girone B

#### Classifica finale
| Pos | Squadra             | Pt | G  | V  | N | P  | GF  | GS  | DG   |
| --- | ------------------- | -- | -- | -- | - | -- | --- | --- | ---- |
| 1.  | Győri ETO KC        | 24 | 14 | 10 | 4 | 0  | 457 | 353 | +104 |
| 2.  | CSKA Mosca          | 23 | 14 | 11 | 1 | 2  | 404 | 350 | +54  |
| 3.  | Brest Bretagne      | 17 | 14 | 6  | 5 | 3  | 384 | 349 | +35  |
| 4.  | Odense              | 13 | 14 | 6  | 1 | 7  | 384 | 370 | +14  |
| 5.  | Budućnost Podgorica | 12 | 14 | 5  | 2 | 7  | 363 | 377 | -14  |
| 6.  | Râmnicu Vâlcea      | 10 | 14 | 5  | 0 | 9  | 263 | 319 | -56  |
| 7.  | Borussia Dortmund   | 9  | 14 | 4  | 1 | 9  | 347 | 391 | -44  |
| 8.  | Podravka Koprivnica | 4  | 14 | 2  | 0 | 12 | 326 | 419 | -93  |

#### Risultati
Le partite non disputate nel corso della fase a gironi sono state fissate a tavolino dall'EHF sul 10-0 sulla base delle motivazioni che avevano portato al rinvio.
|                     | BOR   | BRE   | BUD   | CSK   | GYŐ   | ODE   | POD   | RÂM   |
| ------------------- | ----- | ----- | ----- | ----- | ----- | ----- | ----- | ----- |
| Borussia Dortmund   | ––––  | 29-41 | 26-28 | 28-29 | 24-34 | 32-24 | 32-31 | 0-10  |
| Brest Bretagne      | 33-33 | ––––  | 28-28 | 28-30 | 25-25 | 32-21 | 32-25 | 28-21 |
| Budućnost Podgorica | 31-27 | 22-22 | ––––  | 22-25 | 21-26 | 27-24 | 33-26 | 29-28 |
| CSKA Mosca          | 35-28 | 25-24 | 27-23 | ––––  | 27-27 | 27-23 | 30-26 | 30-20 |
| Győri ETO KC        | 38-25 | 27-27 | 34-29 | 31-24 | ––––  | 32-25 | 43-28 | 38-31 |
| Odense              | 32-27 | 24-31 | 30-21 | 26-25 | 32-32 | ––––  | 35-20 | 25-26 |
| Podravka Koprivnica | 25-26 | 29-33 | 29-26 | 20-36 | 15-33 | 17-33 | ––––  | 25-27 |
| Râmnicu Vâlcea      | 0-10  | 10-0  | 25-23 | 24-34 | 20-37 | 21-30 | 0-10  | –––-  |

## Fase a eliminazione diretta

### Ottavi di finale
Le gare di andata degli ottavi di finale si sono disputate il 6 e 7 marzo 2021, mentre le gare di ritorno il 13 e 14 marzo 2021. Le partite tra il Borussia Dortmund e il Metz, che si sarebbero dovute disputare il 12 il 14 marzo, non si sono giocate perché il Borussia Dortmund non ha raggiunto Nancy, sede delle due partite, dopo un caso di positività al COVID-19 nel Metz. Di conseguenza, le due sfide sono state date vinte 10-0 a tavolino al Metz, che ha così passato il turno.
| Squadra 1           | Totale  | Squadra 2      | Andata  | Ritorno |
| ------------------- | ------- | -------------- | ------- | ------- |
| Podravka Koprivnica | 44 - 71 | Rostov-Don     | 20 - 29 | 24 - 42 |
| Borussia Dortmund   | 0 - 20  | Metz           | 0 - 10  | 0 - 10  |
| Râmnicu Vâlcea      | 51 - 54 | CSM Bucarest   | 24 - 33 | 27 - 21 |
| Budućnost Podgorica | 50 - 48 | Ferencváros    | 22 - 19 | 28 - 29 |
| Vipers Kristiansand | 65 - 62 | Odense         | 35 - 36 | 30 - 26 |
| Team Esbjerg        | 54 - 63 | Brest Bretagne | 27 - 33 | 27 - 30 |
| Krim                | 46 - 47 | CSKA Mosca     | 25 - 20 | 21 - 27 |
| BBM Bietigheim      | 48 - 69 | Győri ETO KC   | 20 - 37 | 28 - 32 |

### Quarti di finale
Le gare di andata dei quarti di finale si disputano il 3, 4 e 10 aprile 2021, mentre le gare di ritorno il 10 e 11 aprile 2021.
| Squadra 1           | Totale        | Squadra 2    | Andata  | Ritorno |
| ------------------- | ------------- | ------------ | ------- | ------- |
| Vipers Kristiansand | 57 - 50       | Rostov-Don   | 34 - 27 | 23 - 23 |
| Budućnost Podgorica | 40 - 54       | Győri ETO KC | 19 - 30 | 21 - 24 |
| Brest Bretagne      | 60 - 50       | Metz         | 34 - 24 | 26 - 26 |
| CSM Bucarest        | 51 - 51 (gfc) | CSKA Mosca   | 32 - 27 | 19 - 24 |

### Final four
Il sorteggio per la definizione degli accoppiamenti nella final four si è tenuto il 13 aprile 2021.

#### Tabellone
|  | Semifinali           | Semifinali           | Semifinali          |                     |                | Finale          | Finale          | Finale          |  |
|  |                      |                      |                     |                     |                |                 |                 |                 |  |
|  | Győri ETO KC         | Győri ETO KC         | 25                  |                     |                |                 |                 |                 |  |
|  | Győri ETO KC         | Győri ETO KC         | 25                  |                     |                |                 |                 |                 |  |
|  | Brest Bretagne (dtr) | Brest Bretagne (dtr) | 27                  |                     |                |                 |                 |                 |  |
|  | Brest Bretagne (dtr) | Brest Bretagne (dtr) | 27                  |                     | Brest Bretagne | Brest Bretagne  | 28              |                 |  |
|  |                      |                      |                     |                     | Brest Bretagne | Brest Bretagne  | 28              |                 |  |
|  |                      |                      | Vipers Kristiansand | Vipers Kristiansand | 34             |                 |                 |                 |  |
|  | Vipers Kristiansand  | Vipers Kristiansand  | Vipers Kristiansand | Vipers Kristiansand | 34             | 33              |                 |                 |  |
|  | Vipers Kristiansand  | Vipers Kristiansand  |                     |                     |                | 33              |                 |                 |  |
|  | CSKA Mosca           | CSKA Mosca           | 30                  |                     |                | Finale 3º posto | Finale 3º posto | Finale 3º posto |  |
|  | CSKA Mosca           | CSKA Mosca           | 30                  |                     |                |                 |                 |                 |  |
|  |                      |                      |                     |                     |                |                 |                 |                 |  |
|  |                      |                      |                     |                     |                | Győri ETO KC    | Győri ETO KC    | 32              |  |
|  |                      |                      |                     |                     |                | Győri ETO KC    | Győri ETO KC    | 32              |  |
|  |                      |                      |                     |                     |                | CSKA Mosca      | CSKA Mosca      | 21              |  |

#### Semifinali
| Arbitro: | M. Sá, V. Sá |

|               |                      |        |
| Kristiansen 8 | Marcatori            | Gros 9 |
|               | Tiri di rigore 2 – 4 |        |

| Arbitro: | Antić, Jakovljević |

|            |           |             |
| Reistad 10 | Marcatori | Vedëchina 7 |

#### Finale 3º posto
| Arbitro: | Christidi, Papamattheou |

|           |           |                 |
| Oftedal 8 | Marcatori | Michajličenko 4 |

#### Finale
| Arbitro: | Năstase, Stancu |

|        |           |            |
| Gros 8 | Marcatori | Reistad 12 |

## Statistiche

### Classifica marcatrici
Fonte: sito EHF.
| Pos. | Nome                 | Squadra             | Reti |
| ---- | -------------------- | ------------------- | ---- |
| 1    | Ana Gros             | Brest Bretagne      | 135  |
| 2    | Cristina Neagu       | CSM Bucarest        | 115  |
| 3    | Veronica Kristiansen | Győri ETO KC        | 97   |
| 4    | Jovanka Radičević    | Budućnost Podgorica | 94   |
| 5    | Dejana Milosavljević | Podravka Vegeta     | 88   |
| 6    | Stine Bredal Oftedal | Győri ETO KC        | 87   |
| 7    | Henny Reistad        | Vipers Kristiansand | 85   |
| 8    | Lois Abbingh         | Odense              | 84   |
| 8    | Estelle Nze Minko    | Győri ETO KC        | 84   |
| 10   | Mette Tranborg       | Team Esbjerg        | 77   |

## Premi individuali
Migliori giocatrici del torneo.
| Ruolo                                | Giocatrice           | Squadra             |
| ------------------------------------ | -------------------- | ------------------- |
| Migliore difensore                   | Eduarda Amorim       | Győri ETO KC        |
| Migliore giovane giocatrice          | Henny Reistad        | Vipers Kristiansand |
| Migliore allenatore                  | Ole Gustav Gjekstad  | Vipers Kristiansand |
| Portiere                             | Amandine Leynaud     | Győri ETO KC        |
| Ala sinistra                         | Majda Mehmedović     | Budućnost Podgorica |
| Terzino sinistro                     | Cristina Neagu       | CSM Bucarest        |
| Centrale                             | Stine Bredal Oftedal | Győri ETO KC        |
| Terzino destro                       | Nora Mørk            | Vipers Kristiansand |
| Ala destra                           | Viktória Lukács      | Győri ETO KC        |
| Pivot                                | Pauletta Foppa       | Brest Bretagne      |
| Migliore giocatrice della final four | Henny Reistad        | Vipers Kristiansand |